# Rikard Uddenberg
Frans Rikard Uddenberg, född 13 maj 1971 i Mölndal, är en svensk journalist. Uddenberg var huvudförfattare till såpoperan Vita Lögner. Han har även arbetat som musikrecensent på tidningen Slitz. Under de tidiga åren av 2000-talet drev han humorsiten Borr magazine. Uddenberg har även regisserat videor för bland annat Håkan Hellström och Broder Daniel. Våren 2008 arbetade han som programledare för Kvällspasset i Sveriges Radio P3.
År 2010 medverkade Uddenberg i antologin Vad gör de nu?.